# Truebella skoptes
Truebella skoptes és una espècie d'amfibi de la família dels bufònids. Viu al Perú. Aquesta espècie és coneguda només en una única zona, a 5 km al sud-oest de Comas, al departament de Junín, als Andes del centre del Perú, a 3.283m sobre el nivell del mar. Probablement es produeix més àmpliament. El seu hàbitat natural són els prats tropicals o subtropicals a gran altitud. Es tracta d'una espècie terrestre i d'aigua dolça. Una amenaça significativa per a la supervivència d'aquesta espècie és la destrucció de l'hàbitat.